# Abraçada d'Acatempan

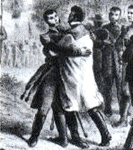
Abraçada d'Acatempan, pintat per Hesiquio Iriarte.

L'Abraçada d'Acatempan és un esdeveniment de la història de Mèxic ocorregut el 10 de gener de 1821, en el qual van participar Agustín d'Iturbide, comandant en cap de l'exèrcit del Virregnat de Nova Espanya, (governat llavors per Juan Ruiz d'Apodaca) i Vicente Guerrero, cap de les forces insurgents que lluitaven per la Independència de Mèxic. Aquesta abraçada va marcar la reconciliació entre les forces reialistes de Mèxic i l'exèrcit insurgent i va marcar el sorgiment de l'Exèrcit Trigarant. L'abraçada es va portar a terme en el poble de Teloloapan.
Els militars reialistes que es van unir al nou exèrcit van ser José Joaquín de Herrera, Mariano Paredes y Arrillaga, Anastasio Bustamante, Manuel Gómez Pedraza, Luis Cortazar, Juan José Miñón, Vicente Filisola, Valentín Canalizo, Miguel Barragán, Antonio López de Santa Anna, Pedro Celestino Negrete i Martín Caneda. Els insurgents al sud, encapçalats per Vicente Guerrero, van reconèixer Agustin d'Iturbide com el suprem cap de l'exèrcit Trigarante. Van incloure Nicolás Bravo, Juan Nepomuceno Álvarez Hurtado i Francisco Hernández.

## Antecedents
En ser rellevat Felix María Calleja com virrey en setembre de 1816, va prendre el càrrec el capità general de Cuba, un marí: Juan Ruiz d'Apodaca.
Apodaca va implementar una política diferent a la dels seus predecessors: Venegas i Calleja. Va crear l'indult, que li va ser concedit a la majoria dels capdavanters insurgents, com Nicolás Bravo i Ignacio López Raió. Només es van negar a acollir-se a aquesta política: Pedro Moreno, Guerrero, Victoria, Andrés Quintana Roo i Leona Vicario. Gràcies a aquesta política, la Nova Espanya va viure gairebé tranquil·lament fins a finals de 1819.
L'1 de gener de 1820 a Las Cabezas de San Juan (Andalusia, Espanya) el coronel Rafael de Riego es va aixecar en armes, proclamant que el rei Ferran VII havia de jurar la Constitució de Cadis, que les Corts Generals van proclamar en 1812. El 26 de maig l'intendent de la província de Veracruz, José Dávila va proclamar la Constitució de Cadis. Apodaca va fer el mateix a la capital el 31 de maig, provocant amb això protestes i motins.
A Mèxic aquesta notícia va prendre per sorpresa els novohispans. Es temia que se suprimissin els privilegis del clergat i de l'exèrcit, i que una nova època liberal arribés al país. Els criolls, acabdillats per l'inquisidor general Matías de Monteagudo i per Apodaca, es van reunir a l'Església de la Professa, i aquí van conspirar i van resoldre separar-se d'Espanya.
Quan Guerrero es va assabentar de la situació, va intentar convèncer el coronel José Gabriel de Armijo, comandant realista al sud, d'unir-se al seu moviment. Armijo va romandre lleial al govern espanyol. Guerrero va intentar novament persuadir-ho a través d'una carta datada el 17 d'agost, que li va ser enviada a Armijo amb el coronel Carlos Moya.
El 9 de novembre va renunciar Armijo, comandant de les operacions al sud del país, per diferències hagudes amb el virrei Apodaca, qui ho va transferir a Sevilla immediatament.
Guadalupe Victoria, d'altra banda, s'ocultava en les coves de la serra de Veracruz. D'aquesta manera, el front romania tranquil, però la captura del capdavanter guerriller semblava gairebé impossible.
Apodaca, per consell de Monteagudo, va nomenar a Iturbide com a reemplaçament d'Armijo, i el 16 de novembre Iturbide va sortir de la Ciutat de Mèxic i va establir la seva caserna general en Teloloapan. Portava amb si dotze mil pesos oro.

## L'Abraçada
Iturbide va començar a planificar les seves accions militars, amb la intenció de destruir a les forces insurgents. Els seus primers combats van resultar desastrosos, perquè va ser derrotat en pràcticament totes les batalles.
Es va adonar que Guerrero i els seus homes coneixien com ningú les muntanyes del Sud, i que en aquest terreny seria gairebé impossible derrotar-los.
Va comprendre llavors que la Independència "només s'aconseguiria si els militars insurgents s'aliessin amb les forces que militem sota les ordres del Rei", com havia dit a un subordinat després de sofrir la seva única derrota, en el fort del Cóporo
Iturbide va emprar doncs, una nova estratagema: va escriure a Guerrero el 10 de gener, demanant-li que es retirés de la lluita, que el govern respectaria el seu càrrec militar i li concediria l'indult. Guerrero es va negar terminantment. Llavors Apodaca va enviar al pare de Guerrero al camp de batalla per suplicar-li que acceptés l'indult. Davant aquesta situació, Guerrero va pronunciar la seva frase més coneguda:"La Pàtria és primer"´.
Els homes al comandament del coronel Berdejo van ser derrotats novament el 27 de gener de 1821, per les forces insurgents. Iturbide havia enviat una carta datada el 25 de gener en Teloloapan, en la qual li sol·licitava una entrevista i li exposava els punts del seu programa polític, posteriorment recollit en el Pla d'Iguala.
La trobada es va realitzar en la població d'Acatempan, el 10 de febrer, davant les tropes d'Iturbide i de Guerrero. Segons el relat de Lorenzo de Zavala, es va entaular un breu diàleg entre ambdós cabdills, després del qual es va produir l'abraçada.
Lucas Alamán desmenteix aquesta versió. Segons ell, Iturbide no va aconseguir inspirar suficient confiança en Guerrero, i aquest va enviar en el seu lloc al tinent José Figueroa, qui estava facultat per Guerrer per arreglar totes les condicionis.

## Conseqüències

Bandera de l'Exèrcit Trigarante.

El 24 de febrer Iturbide va proclamar el seu Pla de les Tres Garanties en Iguala, on va sorgir l'Exèrcit Trigarante, que es va encarregar de marxar per tot el país difonent el Pla d'Iguala. També, en aquesta data, el sastre José Magdaleno Ocampo, va lliurar a Iturbide el pendó "trigarante", que havia estat confeccionat per encàrrec del coronel. Ara se celebra aquest dia com el Dia de la Bandera, i a la Bandera Trigarante se'l considera el primer pendó de l'època independent.
Poc després, Apodaca va ser rellevat com virrei i en el seu lloc va arribar Juan O'Donojú, qui seria l'últim virrei. Iturbide es va entrevistar amb ell en Còrdova, el 24 d'agost, i li va fer veure que la causa hispànica ja estava perduda i que tenien pocs (menys de la desena part de l'exèrcit) del seu costat. O'Donojú va comprendre i es van subscriure els Tractats de Còrdova, que van donar fi a la Guerra d'Independència i que reconeixien la sobirania de Mèxic.
Finalment, el 27 de setembre l'Exèrcit Trigarante, amb Iturbide al capdavant, va fer la seva entrada triomfal a la Ciutat de Mèxic.